# がん診療連携拠点病院
がん診療連携拠点病院（がんしんりょうれんけいきょてんびょういん）は、がん対策基本法に基づいて、質の高いがん医療の全国的な均てん化を図ることを目的に整備された病院である。

## 分類
がん診療連携拠点病院は、既存の病院の中から都道府県知事が推薦し、厚生労働省が認可する形で指定され、その指定要件別に以下の4種類に分けられる。
1. 独立行政法人国立がん研究センター中央病院及び東病院
特に、他のがん診療連携拠点病院への支援、並びに専門的医師等の育成等の役割を担うこととされている。
2. 地域がん診療連携拠点病院
診療体制、研修体制、情報提供体制の3項目について指定要件が盛り込まれている。各都道府県において、2次医療圏に1カ所程度を目安に整備するとされている。
2'. 特定機能病院としてのがん診療連携拠点病院
2の指定要件に加えて、腫瘍センター等の設置や他のがん診療連携拠点病院への医師の派遣に関する要件が追加されている。
3. 都道府県がん診療連携拠点病院
2の指定要件に加えて、がんを専門とする医療従事者への研修の実施や都道府県がん診療連携協議会の設置などに関する要件が追加されている。各都道府県に概ね1箇所整備するとされている。
4. 特定領域がん診療連携拠点病院
特定のがん種において、当該都道府県内で非常に多くの症例を担当しており、拠点病院的な役割を担っているとして都道府県が推薦し厚生労働省が指定した病院。
また、二次医療圏内にがん診療連携拠点病院が存在しないために、隣接する二次医療圏とグループを組んで地域のがん診療を担う病院として都道府県が推薦し厚生労働大臣が指定した地域がん診療病院がある。上記のがん診療連携拠点病院と併せて、「がん診療連携拠点病院等」として一括して扱われることが多い。

## がん診療連携拠点病院指定病院一覧
がん診療連携拠点病院に指定された病院の一覧。
- 太字は都道府県がん診療連携拠点病院。
- 特定領域がん診療連携拠点病院（鹿児島県の1機関）を含む。

### 北海道
- 国立病院機構北海道がんセンター（札幌市白石区）
- 恵佑会札幌病院（札幌市白石区）
- 市立札幌病院（札幌市中央区）
- 札幌医科大学附属病院（札幌市中央区）
- 札幌厚生病院（札幌市中央区）
- KKR札幌医療センター（札幌市豊平区）
- 手稲渓仁会病院（札幌市手稲区）
- 北海道大学病院（札幌市北区）
- 市立函館病院（函館市）
- 函館五稜郭病院（函館市）
- 砂川市立病院（砂川市）
- 日鋼記念病院（室蘭市）
- 王子総合病院（苫小牧市）
- 旭川医科大学病院（旭川市）
- 旭川厚生病院（旭川市）
- 市立旭川病院（旭川市）
- 北見赤十字病院（北見市）
- 帯広厚生病院（帯広市）
- 市立釧路総合病院（釧路市）
- 釧路労災病院（釧路市）

### 東北地方

#### 青森県
- 青森県立中央病院（青森市）
- 弘前大学医学部附属病院（弘前市）
- 三沢市立三沢病院（三沢市）
- 八戸市立市民病院（八戸市）
- むつ総合病院（むつ市）
- 十和田市立中央病院（十和田市）

#### 岩手県
- 岩手医科大学附属病院（盛岡市）
- 岩手県立中央病院（盛岡市）
- 岩手県立中部病院（北上市）
- 岩手県立胆沢病院（奥州市）
- 岩手県立磐井病院（一関市）
- 岩手県立大船渡病院（大船渡市）
- 岩手県立宮古病院（宮古市）
- 岩手県立久慈病院（久慈市）
- 岩手県立二戸病院（二戸市）
- 岩手県立釜石病院（釜石市）

#### 宮城県
- 宮城県立がんセンター（名取市）
- 東北大学病院（仙台市青葉区）
- 東北労災病院（仙台市青葉区）
- 東北医科薬科大学病院（仙台市宮城野区）
- 国立病院機構仙台医療センター（仙台市宮城野区）
- 大崎市民病院（大崎市）
- 石巻赤十字病院（石巻市）
- みやぎ県南中核病院（柴田郡大河原町）

#### 秋田県
- 秋田大学医学部附属病院（秋田市）
- 秋田赤十字病院（秋田市）
- 秋田厚生医療センター（秋田市）
- 大館市立総合病院（大館市）
- 大曲厚生医療センター（大仙市）
- 平鹿総合病院（横手市）

#### 山形県
- 山形県立中央病院（山形市）
- 山形市立病院済生館（山形市）
- 山形大学医学部附属病院（山形市）
- 日本海総合病院（酒田市）
- 公立置賜総合病院（東置賜郡川西町）
- 山形県立新庄病院（新庄市）

#### 福島県
- 福島県立医科大学附属病院（福島市）
- 坪井病院（郡山市）
- 太田西ノ内病院（郡山市）
- 総合南東北病院（郡山市）
- 福島労災病院（いわき市）

- いわき市立総合磐城共立病院（いわき市）
- 竹田綜合病院（会津若松市）
- 会津中央病院（会津若松市）
- 白河厚生総合病院（白河市）

### 関東地方

#### 茨城県
- 茨城県立中央病院（笠間市）
- 国立病院機構水戸医療センター（茨城町）
- 総合病院土浦協同病院（土浦市）
- 筑波メディカルセンター病院（つくば市）
- 筑波大学附属病院（つくば市）
- 日立総合病院（日立市）
- 茨城西南医療センター病院（猿島郡境町）
- 東京医科大学茨城医療センター（稲敷郡阿見町）
- 友愛記念病院（古河市）
- ひたちなか総合病院（ひたちなか市）

#### 栃木県
- 栃木県立がんセンター（宇都宮市）
- 栃木県済生会宇都宮病院（宇都宮市）
- 佐野厚生総合病院（佐野市）
- 獨協医科大学病院（下都賀郡壬生町）

- 自治医科大学附属病院（下野市）
- 那須赤十字病院（大田原市）
- 上都賀総合病院（鹿沼市）

#### 群馬県
- 国立病院機構高崎総合医療センター（高崎市）
- 国立病院機構渋川医療センター（渋川市）
- 公立藤岡総合病院（藤岡市）
- 公立富岡総合病院（富岡市）
- 伊勢崎市民病院（伊勢崎市）

- 桐生厚生総合病院（桐生市）
- 群馬県立がんセンター（太田市）
- 前橋赤十字病院（前橋市）
- 国立病院機構沼田病院（沼田市）

#### 埼玉県
- 埼玉県立がんセンター（北足立郡伊奈町）
- さいたま赤十字病院（さいたま市中央区）
- さいたま市立病院（さいたま市緑区）
- 自治医科大学附属さいたま医療センター（さいたま市大宮区）
- 埼玉県済生会川口総合病院（川口市）
- 川口市立医療センター（川口市）
- 春日部市立医療センター（春日部市）

- 獨協医科大学埼玉医療センター（越谷市）
- 埼玉医科大学総合医療センター（川越市）
- 国立病院機構埼玉病院（和光市）
- 埼玉医科大学国際医療センター（日高市）
- 深谷赤十字病院（深谷市）
- 戸田中央総合病院（戸田市）

#### 千葉県
- 千葉大学医学部附属病院（千葉市中央区）
- 国立病院機構千葉医療センター（千葉市中央区）
- 船橋市立医療センター（船橋市）
- 東京歯科大学市川総合病院（市川市）
- 順天堂大学医学部附属浦安病院（浦安市）
- 東京慈恵会医科大学附属柏病院（柏市）
- 松戸市立総合医療センター（松戸市）
- 総合病院国保旭中央病院（旭市）
- 君津中央病院（木更津市）
- 千葉労災病院（市原市）
- 亀田総合病院（鴨川市）
- 日本医科大学千葉北総病院（印西市）

#### 東京都
- がん研究会有明病院（江東区）
- 東京都立駒込病院（文京区）
- 東京都立墨東病院（墨田区）
- 日本大学医学部附属板橋病院（板橋区）
- 帝京大学医学部附属病院（板橋区）
- 東京大学医学部附属病院（文京区）
- 日本医科大学付属病院（文京区）
- 順天堂大学医学部附属順天堂医院（文京区）
- 東京医科歯科大学医学部附属病院（文京区）
- 聖路加国際病院（中央区）
- 東京慈恵会医科大学附属病院（港区）
- 虎の門病院（港区）
- 慶應義塾大学病院（新宿区）
- 東京医科大学病院（新宿区）

- 国立国際医療研究センター病院（新宿区）
- 日本赤十字社医療センター（渋谷区）
- 国立病院機構東京医療センター（目黒区）
- NTT東日本関東病院（品川区）
- 昭和大学病院（品川区）
- 東邦大学医療センター大森病院（大田区）
- 武蔵野赤十字病院（武蔵野市）
- 杏林大学医学部付属病院（三鷹市）
- 東京都立多摩総合医療センター（府中市）
- 公立昭和病院（小平市）
- 国立病院機構災害医療センター（立川市）
- 青梅市立総合病院（青梅市）
- 東京医科大学八王子医療センター（八王子市）

#### 神奈川県
- 神奈川県立がんセンター（横浜市旭区）
- 横浜市立大学附属病院（横浜市金沢区）
- 横浜市立市民病院（横浜市神奈川区）
- 横浜労災病院（横浜市港北区）
- 横浜市立みなと赤十字病院（横浜市中区）
- 昭和大学横浜市北部病院（横浜市都筑区）
- 済生会横浜市東部病院（横浜市鶴見区）
- 横浜市立大学附属市民総合医療センター（横浜市南区）
- 藤沢市民病院（藤沢市）
- 川崎市立井田病院（川崎市中原区）
- 関東労災病院（川崎市中原区）
- 聖マリアンナ医科大学病院（川崎市宮前区）
- 横須賀共済病院（横須賀市）
- 相模原協同病院（相模原市緑区）
- 北里大学病院（相模原市南区）
- 小田原市立病院（小田原市）
- 東海大学医学部付属病院（伊勢原市）
- 大和市立病院（大和市）

### 中部地方

#### 新潟県
- 新潟県立がんセンター新潟病院（新潟市中央区）
- 新潟市民病院（新潟市中央区）
- 新潟大学医歯学総合病院（新潟市中央区）
- 新潟県立新発田病院（新発田市）
- 長岡中央綜合病院（長岡市）
- 長岡赤十字病院（長岡市）
- 新潟県立中央病院（上越市）
- 新潟労災病院（上越市）

#### 富山県
- 富山県立中央病院（富山市）
- 富山大学附属病院（富山市）
- 厚生連高岡病院（高岡市）
- 高岡市民病院（高岡市）

- 黒部市民病院（黒部市）
- 市立砺波総合病院（砺波市）
- 富山労災病院（魚津市）

#### 石川県
- 金沢大学附属病院（金沢市）
- 国立病院機構金沢医療センター（金沢市）
- 石川県立中央病院（金沢市）

- 国民健康保険小松市民病院（小松市）
- 金沢医科大学病院（河北郡内灘町）

#### 福井県
- 福井県立病院（福井市）
- 福井県済生会病院（福井市）
- 福井赤十字病院（福井市）

- 国立病院機構敦賀医療センター（敦賀市）
- 福井大学医学部附属病院（吉田郡永平寺町）

#### 山梨県
- 山梨県立中央病院（甲府市）
- 山梨大学医学部附属病院（中央市）
- 市立甲府病院（甲府市）
- 富士吉田市立病院（富士吉田市）

#### 長野県
- 信州大学医学部附属病院（松本市）
- 相澤病院（松本市）
- 長野赤十字病院（長野市）
- 長野市民病院（長野市）
- 佐久総合病院佐久医療センター（佐久市）
- 諏訪赤十字病院（諏訪市）
- 伊那中央病院（伊那市）
- 飯田市立病院（飯田市）

#### 岐阜県
- 岐阜大学医学部附属病院（岐阜市）
- 岐阜県総合医療センター（岐阜市）
- 岐阜市民病院（岐阜市）
- 大垣市民病院（大垣市）

- 岐阜県立多治見病院（多治見市）
- 高山赤十字病院（高山市）
- 中部国際医療センター（美濃加茂市）

#### 静岡県
- 静岡県立静岡がんセンター（駿東郡長泉町）
- 静岡県立総合病院（静岡市葵区）
- 静岡市立静岡病院（静岡市葵区）
- 聖隷三方原病院（浜松市中央区）
- 聖隷浜松病院（浜松市中央区）
- 浜松医療センター（浜松市中央区）
- 浜松医科大学医学部附属病院（浜松市中央区）
- 藤枝市立総合病院（藤枝市）
- 順天堂大学医学部附属静岡病院（伊豆の国市）
- 磐田市立総合病院（磐田市）

#### 愛知県
- 愛知県がんセンター中央病院（名古屋市千種区）
- 国立病院機構名古屋医療センター（名古屋市中区）
- 名古屋大学医学部附属病院（名古屋市昭和区）
- 地域医療機能推進機構中京病院（名古屋市南区）
- 名古屋市立大学病院（名古屋市瑞穂区）
- 名古屋第一赤十字病院（名古屋市中村区）
- 名古屋第二赤十字病院（名古屋市昭和区）
- 小牧市民病院（小牧市）
- 藤田医科大学病院（豊明市）
- 海南病院（弥富市）
- 安城更生病院（安城市）
- 豊橋市民病院（豊橋市）
- 一宮市立市民病院（一宮市）
- 公立陶生病院（瀬戸市）
- 豊田厚生病院（豊田市）
- 知多半島総合医療センター（半田市）

### 近畿地方

#### 三重県
- 三重大学医学部附属病院（津市）
- 鈴鹿中央総合病院（鈴鹿市）
- 伊勢赤十字病院（伊勢市）
- 松阪中央総合病院（松阪市）

#### 滋賀県
- 滋賀県立総合病院（守山市）
- 大津赤十字病院（大津市）
- 滋賀医科大学医学部附属病院（大津市）
- 彦根市立病院（彦根市）
- 公立甲賀病院（甲賀市）
- 市立長浜病院（長浜市）

#### 京都府
- 京都府立医科大学附属病院（京都市上京区）
- 京都大学医学部附属病院（京都市左京区）
- 京都第二赤十字病院（京都市上京区）
- 国立病院機構京都医療センター（京都市伏見区）
- 社会福祉法人京都社会事業財団 京都桂病院（京都市西京区）
- 京都市立病院（京都市中京区）
- 京都第一赤十字病院（京都市東山区）
- 市立福知山市民病院（福知山市）
- 宇治徳洲会病院 (宇治市)
- 京都岡本記念病院 (久御山町)

#### 大阪府
- 大阪国際がんセンター（大阪市中央区）
- 大阪公立大学医学部附属病院（大阪市阿倍野区）
- 大阪市立総合医療センター（大阪市都島区）
- 大阪赤十字病院（大阪市天王寺区）
- 国立病院機構大阪医療センター（大阪市中央区）
- 大阪急性期・総合医療センター（大阪市住吉区）
- 大阪大学医学部附属病院（吹田市）
- 市立豊中病院（豊中市）
- 大阪医科薬科大学病院（高槻市）

- 関西医科大学附属病院（枚方市）
- 市立東大阪医療センター（東大阪市）
- 近畿大学病院（大阪狭山市）
- 国立病院機構大阪南医療センター（河内長野市）
- 市立岸和田市民病院（岸和田市）
- 大阪ろうさい病院（堺市北区）
- 堺市立総合医療センター（堺市西区）
- 八尾市立病院（八尾市）

#### 兵庫県
- 兵庫県立がんセンター（明石市）
- 神戸大学医学部附属病院（神戸市中央区）
- 神戸市立医療センター中央市民病院（神戸市中央区）
- 神鋼記念病院（神戸市灘区）
- 神戸市立西神戸医療センター（神戸市西区）
- 関西労災病院（尼崎市）
- 兵庫医科大学病院（西宮市）
- 近畿中央病院（伊丹市）
- 市立伊丹病院（伊丹市）

- 西脇市立西脇病院（西脇市）
- 姫路赤十字病院（姫路市）
- 国立病院機構姫路医療センター（姫路市）
- 赤穂市民病院（赤穂市）
- 公立豊岡病院（豊岡市）
- 兵庫県立丹波医療センター（丹波市）
- 兵庫県立淡路医療センター（洲本市）

#### 奈良県
- 奈良県立医科大学附属病院（橿原市）
- 奈良県総合医療センター（奈良市）
- 市立奈良病院（奈良市）

- 天理よろづ相談所病院（天理市）
- 近畿大学奈良病院（生駒市）

#### 和歌山県
- 和歌山県立医科大学附属病院（和歌山市）
- 日本赤十字社和歌山医療センター（和歌山市）
- 公立那賀病院（紀の川市）
- 紀南病院（田辺市）
- 国立病院機構南和歌山医療センター（田辺市）
- 橋本市民病院（橋本市）

### 中国地方

#### 鳥取県
- 鳥取大学医学部附属病院（米子市）
- 国立病院機構米子医療センター（米子市）
- 鳥取県立中央病院（鳥取市）

- 鳥取市立病院（鳥取市）
- 鳥取県立厚生病院（倉吉市）

#### 島根県
- 島根大学医学部附属病院（出雲市）
- 島根県立中央病院（出雲市）
- 松江市立病院（松江市）

- 国立病院機構浜田医療センター（浜田市）
- 松江赤十字病院（松江市）

#### 岡山県
- 岡山大学病院（岡山市北区）
- 岡山済生会総合病院（岡山市北区）
- 総合病院岡山赤十字病院（岡山市北区）
- 国立病院機構岡山医療センター（岡山市北区）

- 倉敷中央病院（倉敷市）
- 川崎医科大学附属病院（倉敷市）
- 津山中央病院（津山市）

#### 広島県
- 広島大学病院（広島市南区）
- 県立広島病院（広島市南区）
- 広島市立広島市民病院（広島市中区）
- 広島赤十字・原爆病院（広島市中区）
- 広島市立安佐市民病院（広島市安佐北区）
- 廣島総合病院（廿日市市）

- 国立病院機構呉医療センター（呉市）
- 国立病院機構東広島医療センター（東広島市）
- 尾道総合病院（尾道市）
- 福山市民病院（福山市）
- 市立三次中央病院（三次市）

#### 山口県
- 山口大学医学部附属病院（宇部市）
- 山口県立総合医療センター（防府市）
- 国立病院機構岩国医療センター（岩国市）
- 周東総合病院（柳井市）
- 地域医療機能推進機構徳山中央病院（周南市）
- 山口県済生会下関総合病院（下関市）

### 四国地方

#### 徳島県
- 徳島大学病院（徳島市）
- 徳島県立中央病院（徳島市）
- 徳島市民病院（徳島市）
- 徳島赤十字病院（小松島市）

#### 香川県
- 香川大学医学部附属病院（木田郡三木町）
- 三豊総合病院（観音寺市）
- 香川県立中央病院（高松市）

- 高松赤十字病院（高松市）
- 香川労災病院（丸亀市）

#### 愛媛県
- 国立病院機構四国がんセンター（松山市）
- 愛媛県立中央病院（松山市）
- 松山赤十字病院（松山市）
- 住友別子病院（新居浜市）

- 市立宇和島病院（宇和島市）
- 愛媛大学医学部附属病院（東温市）
- 済生会今治病院（今治市）

#### 高知県
- 高知大学医学部附属病院（南国市）
- 高知医療センター（高知市）

- 高知県立幡多けんみん病院（宿毛市）

### 九州地方

#### 福岡県
- 国立病院機構九州がんセンター（福岡市南区）
- 九州大学病院（福岡市東区）
- 国立病院機構九州医療センター（福岡市中央区）
- 福岡県済生会福岡総合病院（福岡市中央区）
- 公立学校共済組合九州中央病院（福岡市南区）
- 福岡大学病院（福岡市城南区）
- 北九州市立医療センター（北九州市小倉北区）
- 地域医療機能推進機構九州病院（北九州市八幡西区）
- 産業医科大学病院（北九州市八幡西区）

- 飯塚病院（飯塚市）
- 久留米大学病院（久留米市）
- 聖マリア病院（久留米市）
- 国立病院機構福岡東医療センター（古賀市）
- 大牟田市立病院（大牟田市）
- 公立八女総合病院（八女市）
- 社会保険田川病院（田川市）

#### 佐賀県
- 佐賀大学医学部附属病院（佐賀市）
- 佐賀県医療センター好生館（佐賀市）
- 国立病院機構嬉野医療センター（嬉野市）
- 唐津赤十字病院（唐津市）

#### 長崎県
- 長崎大学病院（長崎市）
- 長崎みなとメディカルセンター市民病院（長崎市）
- 日本赤十字社長崎原爆病院（長崎市）
- 佐世保市総合医療センター（佐世保市）
- 国立病院機構長崎医療センター（大村市）
- 長崎県島原病院（島原市）

#### 熊本県
- 熊本大学病院（熊本市中央区）
- 熊本赤十字病院（熊本市東区）
- 国立病院機構熊本医療センター（熊本市中央区）
- 済生会熊本病院（熊本市南区）

- 荒尾市民病院（荒尾市）
- 熊本労災病院（八代市）
- 地域医療機能推進機構人吉医療センター（人吉市）

#### 大分県
- 大分大学医学部附属病院（由布市）
- 大分赤十字病院（大分市）
- 大分県立病院（大分市）
- 国立病院機構別府医療センター（別府市）
- 中津市立中津市民病院（中津市）

#### 宮崎県
- 宮崎大学医学部附属病院（宮崎市）
- 県立宮崎病院（宮崎市）

- 国立病院機構都城医療センター（都城市）

#### 鹿児島県
- 鹿児島大学病院（鹿児島市）
- 国立病院機構鹿児島医療センター（鹿児島市）
- 鹿児島市立病院（鹿児島市）
- 今給黎総合病院（鹿児島市）
- 相良病院（鹿児島市） - 特定領域がん診療連携拠点病院
- 県立薩南病院（南さつま市）
- 済生会川内病院（川内市）
- 国立病院機構南九州病院（姶良市）
- 県民健康プラザ鹿屋医療センター（鹿屋市）
- 県立大島病院（奄美市）

#### 沖縄県
- 琉球大学病院（中頭郡西原町）
- 那覇市立病院（那覇市）

- 沖縄県立中部病院（うるま市）

## 地域がん診療病院指定病院一覧
地域がん診療病院に指定された病院の一覧。

### 北海道
- 小樽市立病院（小樽市）
- 独立行政法人労働者健康安全機構北海道中央労災病院（岩見沢市）

### 東北地方

#### 青森県
- 十和田市立中央病院 （十和田市）
- むつ総合病院 （むつ市）

#### 秋田県
- 北秋田市民病院（北秋田市）

- 能代厚生医療センター（能代市）
- 由利組合総合病院（由利本荘市）
- 雄勝中央病院（湯沢市）
- 大曲厚生医療センター（大仙市）
- 平鹿総合病院（横手市）

#### 宮城県
- みやぎ県南中核病院（柴田郡大河原町）

### 関東地方

#### 茨城県
- 小山記念病院（鹿嶋市）

#### 栃木県
- 芳賀赤十字病院（真岡市）

#### 千葉県
- さんむ医療センター（山武市）

#### 東京都
- 東京女子医科大学附属足立医療センター（足立区）

### 中部地方

#### 新潟県
- 新潟県厚生農業協同組合連合会佐渡総合病院（佐渡市）

#### 山梨県
- 山梨厚生病院（山梨市）

#### 長野県
- 北信総合病院（中野市）
- 独立行政法人国立病院機構信州上田医療センター（上田市）
- 長野県立木曽病院（木曽郡木曽町）
- 北アルプス医療センターあづみ病院（北安曇郡池田町）

#### 静岡県
- 国際医療福祉大学熱海病院（熱海市）
- 富士市立中央病院（富士市）

### 近畿地方

#### 滋賀県
- 高島市民病院（高島市）
- 公立甲賀病院（甲賀市）

#### 京都府）
- 京都府立医科大学附属北部医療センター（与謝郡与謝野町）
- 京都中部総合医療センター（南丹市）
- 京都山城総合医療センター（木津川市）

#### 奈良県
- 南奈良総合医療センター（吉野郡大淀町）

### 中国地方

#### 岡山県
- 高梁中央病院（高梁市）
- 金田病院（真庭市）

#### 山口県
- 山口県厚生農業協同組合連合会長門総合病院（長門市）
- 都志見病院（萩市）

### 四国地方

#### 徳島県
- 徳島県立三好病院（三好市）

### 高知県
- 高知県立あき総合病院（安芸市）

### 九州地方

#### 福岡県
- 福岡大学筑紫病院（筑紫野市）
- 朝倉医師会病院（朝倉市）

#### 大分県
- 大分県済生会日田病院（日田市）

#### 鹿児島県
- 出水郡医師会広域医療センター（阿久根市）
- 独立行政法人国立病院機構南九州病院（姶良市）
- 種子島医療センター（西之表市）
- 県民健康プラザ鹿屋医療センター（鹿屋市）
- 鹿児島県立大島病院（奄美市）

#### 沖縄県
- 北部地区医師会病院（名護市）
- 沖縄県立宮古病院（宮古島市）
- 沖縄県立八重山病院（石垣市）